# 미야노촌 (후쿠오카현 아사쿠라군)
미야노촌(宮野村)은 후쿠오카현 아사쿠라군에 설치되었던 촌이다. 현재의 아사쿠라시에 해당한다.